# ابوالفضل جلالی
ابوالفضل جلالی با نام کامل سید ابوالفضل جلالی بورانی (زادهٔ ۵ تیر ۱۳۷۷، آمل) بازیکن فوتبال اهل ایران است که در پست مدافع چپ برای باشگاه فوتبال استقلال در لیگ برتر خلیج فارس بازی می‌کند.
جلالی فوتبال خود را از ۸ سالگی و با تیم محلی گلای آمل آغاز نمود و در سال ۱۳۸۸ توسط مورد توجه استعدادیاب‌های باشگاه پدیده ساری قرار گرفته و به این تیم پیوست. او تا سال ۱۳۹۵ در تیم‌های پایه این باشگاه مشغول بازی بود و در این سال وارد آکادمی باشگاه فوتبال سایپا شد. وی در سال ۱۳۹۷ و در ۲۰ سالگی به تیم اصلی سایپا راه یافت.

## دوران باشگاهی

### سایپا
ابوالفضل جلالی از تیم‌های پایه سایپا توانست به تیم بزرگسالان سایپا و لیگ برتر راه یابد. وی توانست اولین و تنها گل خود با پیراهن سایپا در مقابل پیکان از روی یک ضربه ایستگاهی به ثمر برساند.

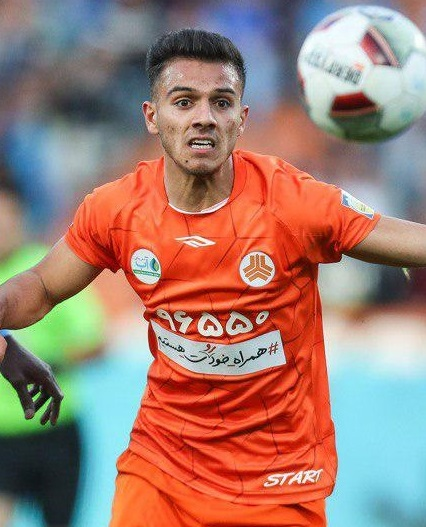
جلالی با پیراهن باشگاه فوتبال سایپا در سال ۲۰۱۹

### استقلال
ابوالفضل جلالی پس از دعوت به تیم ملی زیر ۲۳ سال ایران، مورد توجه باشگاه استقلال قرار گرفت و با توجه به موافقت باشگاه سایپا برای صدور رضایتنامه وی برای استقلال، او با نظر مثبت فرهاد مجیدی در تاریخ  ۹ شهریور ۱۴۰۰ با قراردادی دوساله به استقلال پیوست. مبلغ رضایتنامه دریافتی باشگاه سایپا در رسانه‌ها دو میلیارد تومان ذکر شده است.

#### فصل ۱۴۰۱–۱۴۰۰
وی در اولین فصل حضورش در استقلال با توجه به مصدومیتی که داشت فرصت بازی زیادی به دست نیاورد و اولین بازی خود را با پیراهن استقلال در هفته چهاردهم لیگ لیگ بیست و یکم در مقابل مس رفسنجان انجام داد.

#### فصل ۱۴۰۲–۱۴۰۱
دومین فصل حضور ابوالفضل جلالی در استقلال با تغییر کادر فنی استقلال همراه بود و ریکاردو سا پینتو به عنوان سرمربی استقلال معرفی شده بود. وی همچنین توانست در این فصل اولین گل خود را با پیراهن استقلال در بازی مقابل تراکتور به ثمر برساند و در نهایت این بازی ۷ - ۱ به سود استقلال به پایان رسید.

#### فصل ۱۴۰۳–۱۴۰۲
این فصل استقلال دوباره دچار تغییرات کادرفنی شد و جواد نکونام به عنوان سرمربی استقلال معرفی شد. ابوالفضل جلالی در این فصل درخشان تر ظاهر شد و با پاس گل های متعدد رضایت هواداران استقلال را کسب کرد و در لیگ برتر فوتبال ۰۳–۱۴۰۲ با دادن ۱۰ پاس گل پاسور برتر لیگ لقب گرفت.

#### فصل ۱۴۰۳-۱۴۰۴
در ابتدای این فصل ابوالفضل جلالی قرارداد خود را با استقلال به مدت دو فصل دیگر تمدید کرد اما وی مشمول خدمت سربازی شده بود و شایعاتی از پیوستن این بازیکن به باشگاه ملوان بندر انزلی به گوش میخورد اما در نهایت جلالی با دریافت معافیت توانست با استقلال ادامه بدهد.
جلالی در این فصل اولین حضور در لیگ نخبگان آسیا را تجربه کرد و با حضور ۲۰ دقیقه ای در مقابل باشگاه الغرافه توانست با پاس گل زمینه ساز گل آرش رضاوند شود.

## دوران ملی

### زیر ۲۳ سال ایران
ابوالفضل جلالی سابقه دعوت شدن به تیم ملی فوتبال امید ایران توسط فرهاد مجیدی را برای مسابقات انتخابی المپیک دارد.

### ایران
ابوالفضل جلالی برای اولین بار توسط دراگان اسکوچیچ به تیم ملی فوتبال ایران دعوت شد. و اولین بازی ملی خود را در مقابل تیم ملی فوتبال سوریه انجام داد.

#### جام جهانی ۲۰۲۲ قطر
ابوالفضل جلالی برای جام جهانی ۲۰۲۲ قطر توسط کارلوس کیروش به تیم ملی فوتبال ایران دعوت شد و با ۲۴ سال سن جوانترین عضو کاروان تیم ملی ایران در سفر به قطر شد وی برای بازی در مقابل تیم ملی فوتبال آمریکا دقایقی فرصت بازی پیدا کرد و عملکرد بسیار قابل قبولی داشت.

## آمار باشگاهی
| عملکرد باشگاهی | عملکرد باشگاهی | عملکرد باشگاهی | لیگ      | لیگ      | جام      | جام      | قاره‌ای | قاره‌ای | سایر     | سایر     | مجموع | مجموع |
| باشگاه         | لیگ            | فصل            | بازی     | گل       | بازی     | گل       | بازی   | گل     | بازی     | گل       | بازی  | گل    |
| —              | —              | —              | لیگ برتر | لیگ برتر | جام حذفی | جام حذفی | آسیا   | آسیا   | سوپر جام | سوپر جام | مجموع | مجموع |
| -------------- | -------------- | -------------- | -------- | -------- | -------- | -------- | ------ | ------ | -------- | -------- | ----- | ----- |
| سایپا          | لیگ برتر       | ۲۰۱۸–۲۰۱۹      | ۱۴       | ۰        | ۱        | ۰        | ۰      | ۰      | –        | –        | ۱۵    | ۰     |
| سایپا          | لیگ برتر       | ۲۰۱۹–۲۰۲۰      | ۲۱       | ۰        | ۲        | ۰        | –      | –      | –        | –        | ۲۳    | ۰     |
| سایپا          | لیگ برتر       | ۲۰۲۰–۲۰۲۱      | ۲۳       | ۱        | ۰        | ۰        | –      | –      | –        | –        | ۲۳    | ۱     |
| مجموع سایپا    | مجموع سایپا    | مجموع سایپا    | ۵۸       | ۱        | ۳        | ۰        | –      | –      | –        | –        | ۶۱    | ۱     |
| استقلال        | لیگ برتر       | ۲۰۲۱–۲۰۲۲      | ۱۰       | ۰        | ۲        | ۰        | ۰      | ۰      | –        | –        | ۱۲    | ۰     |
| استقلال        | لیگ برتر       | ۲۰۲۲–۲۰۲۳      | ۱۵       | ۱        | ۳        | ۰        | –      | –      | ۰        | ۰        | ۱۸    | ۱     |
| استقلال        | لیگ برتر       | ۲۰۲۳–۲۰۲۴      | ۲۹       | ۱        | ۱        | ۰        | –      | –      | –        | –        | ۳۰    | ۱     |
| استقلال        | لیگ برتر       | ۲۰۲۴–۲۰۲۵      | ۲۳       | ۱        | ۴        | ۰        | ۷      | ۰      | –        | –        | ۳۴    | ۱     |
| مجموع استقلال  | مجموع استقلال  | مجموع استقلال  | ۷۷       | ۳        | ۱۰       | ۰        | ۷      | ۰      | ۰        | ۰        | ۹۴    | ۳     |
| مجموع آمار     | مجموع آمار     | مجموع آمار     | ۱۳۵      | ۴        | ۱۳       | ۰        | ۷      | ۰      | ۰        | ۰        | ۱۵۵   | ۴     |

## آمار ملی

### بازی‌های ملی
تا تاریخ ۱۱ ژوئن ۲۰۲۴
| ایران | ایران | ایران |
| سال   | بازی  | گل    |
| ----- | ----- | ----- |
| ۲۰۲۱  | ۱     | ۰     |
| ۲۰۲۲  | ۳     | ۰     |
| ۲۰۲۴  | ۲     | ۰     |
| مجموع | ۶     | ۰     |

## افتخارات

### باشگاهی

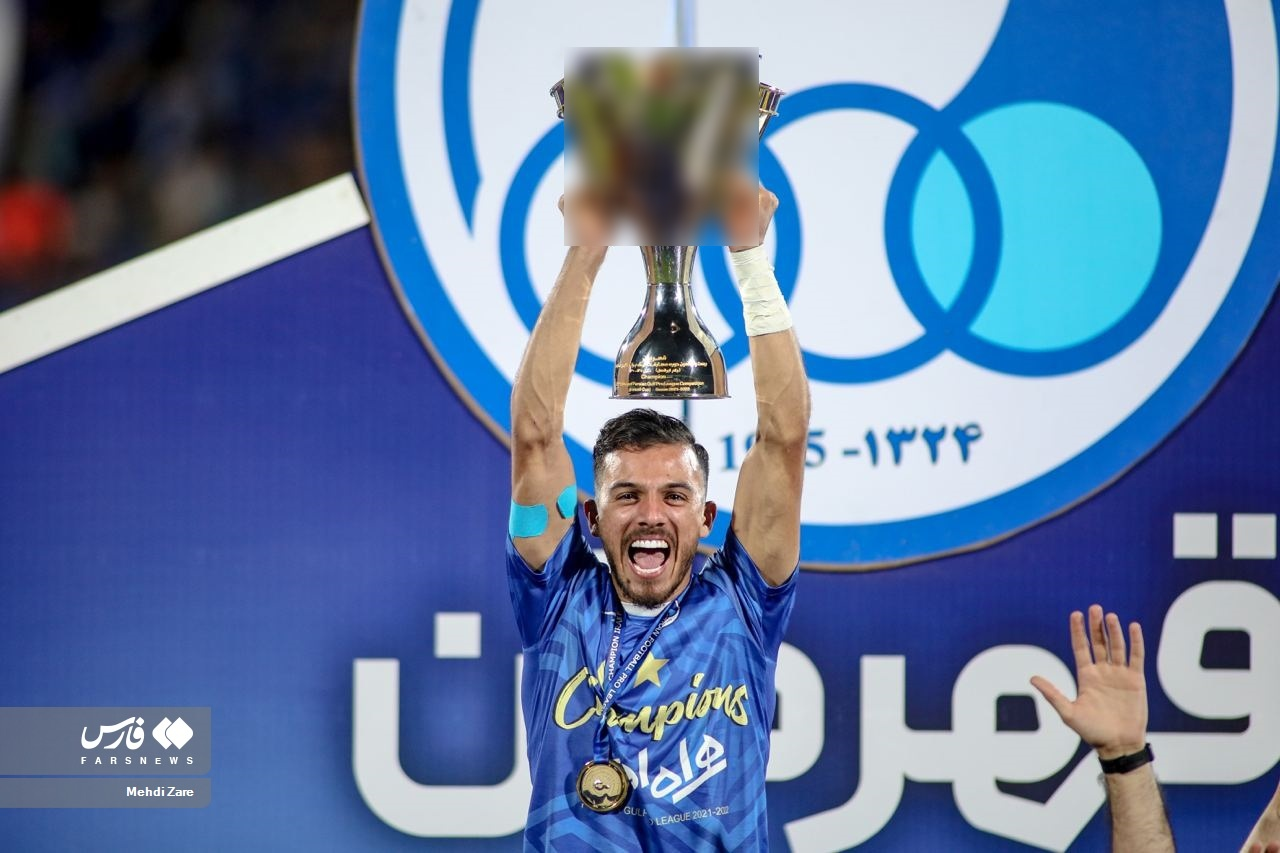
ابوالفضل جلالی در جشن قهرمانی باشگاه استقلال در لیگ ۱۴۰۱–۱۴۰۰

#### استقلال
- لیگ برتر خلیج فارس
  - قهرمان (۱): ۱۴۰۱–۱۴۰۰[۳۳]
  - نایب قهرمان (۱): ۰۳–۱۴۰۲
- سوپر جام
  - قهرمان (۱):  ۱۴۰۱[۳۴]

- جام حذفی
  - قهرمان (۱): ۰۴–۱۴۰۳
  - نایب قهرمان (۱): ۰۲–۱۴۰۱

### فردی
- بهترین مدافع چپ سال ۱۴۰۲ با رأی مردمی و رأی کارشناسان در نوروز فوتبالی
- تیم منتخب مردمی سال ۱۴۰۲ نوروز فوتبالی